# Världsmästerskapen i parkour 2024
Världsmästerskapen i parkour 2024 arrangerades mellan den 15 och 17 november 2024 i Kitakyūshū i Japan. Det var andra upplagan av världsmästerskapen i parkour.

## Medaljörer

### Herrar
| Gren      | Guld                         | Guld  | Silver                     | Silver | Brons                               | Brons |
| Speed     | Caryl Cordt-Moller · Schweiz | 27,70 | Andrea Consolini · Italien | 27,70  | Jaroslav Chum · Tjeckien            | 28,66 |
| Freestyle | Elis Torhall · Sverige       | 32,7  | Mutsuhiro Shiohata · Japan | 30,9   | Tangui van Schingen · Nederländerna | 29,6  |

### Damer
| Gren      | Guld                  | Guld  | Silver               | Silver | Brons                      | Brons |
| Speed     | Ella Bucio · Mexiko   | 38,26 | Audrey Johnson · USA | 38,62  | Miranda Tibbling · Sverige | 39,55 |
| Freestyle | Shang Chunsong · Kina | 33,1  | Ella Bucio · Mexiko  | 30,2   | Audrey Johnson · USA       | 27,4  |

## Medaljtabell
*   Värdland ( Japan)
| Nr                  | Nation              | Guld | Silver | Brons | Totalt |
| ------------------- | ------------------- | ---- | ------ | ----- | ------ |
| 1                   | Mexiko              | 1    | 1      | 0     | 2      |
| 2                   | Sverige             | 1    | 0      | 1     | 2      |
| 3                   | Kina                | 1    | 0      | 0     | 1      |
| 3                   | Schweiz             | 1    | 0      | 0     | 1      |
| 5                   | USA                 | 0    | 1      | 1     | 2      |
| 6                   | Italien             | 0    | 1      | 0     | 1      |
| 6                   | Japan*              | 0    | 1      | 0     | 1      |
| 8                   | Nederländerna       | 0    | 0      | 1     | 1      |
| 8                   | Tjeckien            | 0    | 0      | 1     | 1      |
| Totalt (9 nationer) | Totalt (9 nationer) | 4    | 4      | 4     | 12     |